# معركة برير كريك
قالب:Campaignbox American Revolutionary War: Southern 1775-1779
كانت معركة برير كريك (بالإنجليزية: Battle of Brier Creek)‏ معركة حربية وقعت إبان حرب الاستقلال الأمريكية في 3 مارس 1779 بالقرب من نقطة التقاء برير كريك مع نهر سافانا في شرق جورجيا. عانت القوة الوطنية، التي تتألف أساسًا من ميليشيات من كارولاينا الشمالية وجورجيا، من خسائر كبيرة. وقعت المعركة بعد أسابيع قليلة فقط من انتصار الوطنيين الأمريكيين المدوي على ميليشيا موالية في كيتل كريك بشمال أوغستا مما عكس تأثيرها على الروح المعنوية.